# You Don’t Know My Name
A You Don’t Know My Name Alicia Keys amerikai énekesnő első kislemeze második, The Diary of Alicia Keys című stúdióalbumáról. A dal részletet használ fel a The Main Ingredient Let Me Prove My Love to You című, 1976-os számából.
A You Don’t Know My Name lett Keys harmadik top 10 slágere az Egyesült Államokban: a 3. helyre került a Billboard Hot 100 slágerlistán és nyolc hétig vezette a Hot R&B/Hip-Hop Songs listát. A 2005-ben megrendezett 47. Grammy-díjátadón elnyerte a legjobb R&B-dalnak járó díjat, 2004-ben pedig Soul Train Music Awardot nyert legjobb, női énekes által előadott R&B/souldal kategóriában. Lil Wayne részletet használ fel a dalból Comfortable című dalában.

## Videóklip
A dal videóklipjét Chris Robinson rendezte, és követi a dal témáját: Keys egy kávézóban dolgozik, ahol találkozik egy férfival, aki tetszik neki (őt Mos Def alakítja). Végül összeszedi a bátorságát, hogy felhívja.

## Számlista
CD kislemez (Európa)
1. You Don’t Know My Name – 5:28
2. Diary – 4:45

CD kislemez
1. You Don’t Know My Name – 5:28
2. Fallin’ (Ali Soundtrack Version) – 6:08

CD kislemez
1. You Don’t Know My Name – 5:28
2. Fallin’ (Ali Soundtrack Version) – 6:08
3. Butterflyz (Roger’s Release Mix) – 9:11
4. You Don’t Know My Name (videóklip)

12" maxi kislemez (Európa)
1. You Don’t Know My Name (Radio Edit) – 3:07
2. Fallin’ (Ali Soundtrack Version) – 6:08
3. You Don’t Know My Name (Instrumental Version) – 4:27

12" maxi kislemez (USA)
1. You Don’t Know My Name (Radio Mix)
2. You Don’t Know My Name (Instrumental)
3. You Don’t Know My Name (Album Mix)
4. You Don’t Know My Name (A cappella)

12" maxi kislemez (USA; promó)
1. You Don’t Know My Name (Radio Edit) – 4:26
2. You Don’t Know My Name (Instrumental) – 4:27
3. You Don’t Know My Name (Album Version) – 6:08
4. You Don’t Know My Name (A cappella) – 4:26

12" maxi kislemez (Európa; promó)
1. You Don’t Know My Name (Album Version) – 6:06
2. You Don’t Know My Name (Radio Edit) – 3:07
3. Diary – 4:45
4. You Don’t Know My Name (Instrumental) – 4:27

12" maxi kislemez (USA)
1. You Don’t Know My Name (HeartBeat Remix feat. T-Rex) – 3:54
2. You Don’t Know My Name (G-Mix feat. Fabolous) – 3:42
3. You Don’t Know My Name (Roc-A-Fella Remix feat. Freeway) – 4:21
4. You Don’t Know My Name (Smooth) – 3:13
5. You Don’t Know My Name (Reggae Mix) – 3:00

## Helyezések
| Slágerlista (2003)                  | Legmagasabb helyezés |
| ----------------------------------- | -------------------- |
| Brit kislemezlista                  | 19                   |
| Svájci kislemezlista                | 26                   |
| Svéd kislemezlista                  | 54                   |
| USA Billboard Hot R&B/Hip-Hop Songs | 1                    |
| Slágerlista (2004)                  | Legmagasabb helyezés |
| Ausztria Top 40                     | 48                   |
| Eurochart Hot 100                   | 62                   |
| Francia kislemezlista               | 43                   |
| Holland Top 40                      | 9                    |
| Ír kislemezlista                    | 33                   |
| Kanadai kislemezlista               | 19                   |
| Német kislemezlista                 | 68                   |
| Olasz kislemezlista                 | 17                   |
| USA Billboard Hot 100               | 3                    |